# 平朗
平朗（Pinrang）是印度尼西亚南苏拉威西省的一个城镇，是平朗县的县治所在，位于苏拉威西岛南半岛西北内陆，南距巴里巴里25公里。2010年统计，平朗所在的Watang Sawitto区（Kecamatan Watang Sawitto）共有51,093人。

## 资料来源
1. ↑  Biro Pusat Statistik, Jakarta, 2011.